# Plum Mariko
Plum Mariko (プラム麻里子, Puramu Mariko), née Mariko Umeda (梅田 麻里子, Umeda Mariko) le 1er novembre 1967 à Tokyo, et morte le 16 août 1997 à Hiroshima, est une lutteuse professionnelle japonaise.
Au tournoi d'Hiroshima le 15 août 1997, elle tombe dans le coma après avoir subi un violent coup derrière la tête et meurt le lendemain à l'hôpital à 29 ans. Ce décès après un accident sur le ring est le premier dans le monde de la lutte professionnelle.
En 2022, Cutie Suzuki se confie à Sports Graphic Number (en), 25 ans après la mort de Plum Mariko. C'est ce décès qui lui fait prendre conscience de la dangerosité du catch et fait changer sa perception de la mort.

## Palmarès
- Japan Women's Pro Wrestling
  - 1 fois JWP Junior Championship
  - 1 fois UWA Junior Championship

## Source de la traduction
- (en) Cet article est partiellement ou en totalité issu de l’article de Wikipédia en anglais intitulé « Plum Mariko » (voir la liste des auteurs).